# کریستوفر لمپرشت
کریستوفر لمپرشت (انگلیسی: Christopher Lamprecht؛ زادهٔ ۲۲ آوریل ۱۹۸۵) بازیکن فوتبال اهل آلمان است.
از باشگاه‌هایی که در آن بازی کرده‌است می‌توان به باشگاه فوتبال کیکرز اوفنباخ، باشگاه فوتبال هولشتاین کیل، باشگاه فوتبال کایزرسلاوترن، و باشگاه فوتبال وولفسبورگ اشاره کرد.